# Olivier Heimel
Olivier Heimel (1977) is een Nederlandse journalist.
Hij begon zijn carrière in 2000 bij de Varagids (toen nog VARA TV Magazine). In 2007 maakte hij de overstap naar het adjunct-hoofdredacteurschap bij Esquire. In januari 2010 trad hij aan als hoofdredacteur van Runner's World NL & België (eerst WPG, later bij Hearst). In die functie werd hij drie keer genomineerd als Hoofdredacteur van het Jaar. In 2015 won Runner's World onder zijn leiding de Mercur voor Magazine van het Jaar. Later werd hij ook verantwoordelijk voor Bicycling NL, Men's Health NL en Women's Health NL. 
Na zijn afscheid van Hearst begon hij in maart 2023 als Chef Sport van de Brabantse DPG-kranten Brabants Dagblad, Eindhovens Dagblad en BN DeStem. 
In 2003 won hij de Literaire prijs van de provincie Gelderland voor De grafsteentroubadour.